# DVD Decrypter
DVD Decrypter war ein Freeware-Computerprogramm, das von LIGHTNING UK! entwickelt wurde. Es ermöglicht, Inhalte einer Film-DVD auf der Festplatte zu speichern.

## Geschichte
Die erste Version von DVD Decrypter erschien im November 2000. Ab der am 2. September 2001 veröffentlichten, völlig neu erstellten Version 3.0 wurde das Programm mehrmals komplett überarbeitet.

## Verbot des Programms
Da das Programm mit der Möglichkeit auf Umgehung mehrerer DVD-Verschlüsselungstechniken gegen ein im Oktober 2003 verabschiedetes Kopierschutzgesetz verstößt, wurde LIGHTNING UK! im Juni 2005 gezwungen, die Entwicklung unverzüglich einzustellen. Infolgedessen erwarb der Kopierschutzhersteller Macrovision Corporation sämtliche Rechte an der Software und ließ diese von den meisten Mirrors entfernen.
Seitdem entwickelt LIGHTNING UK! die Freeware ImgBurn, die zwar „in Bezug auf die Brennfunktion“ des DVD Decrypters als dessen inoffizieller Nachfolger gilt, aber z. B. keine Kopierschutz-Umgehungsmechanismen mehr beinhaltet.